# We'll Meet Again
«We'll Meet Again» (en español: «Nos veremos de nuevo») es una canción popular británica de 1939 que se hizo famosa durante la Segunda Guerra Mundial, por la cantante Vera Lynn con música y letras compuestas y escritas por los compositores ingleses Ross Parker y Hughie Charles. La canción fue publicada por Michael Ross Limited, cuyos directores incluyeron a Louis Carris, Ross Parker y Norman Keen. Keen, un pianista inglés, también colaboró con Parker y Hughie Charles en «We Meet Again» y en muchas otras canciones publicadas por la compañía, como There'll Always Be an England y I'm In Love for the Last Time. 
La canción es una de las más famosas de la época de la Segunda Guerra Mundial, y pronto la hicieron suya los soldados británicos de la Fuerza Expedicionaria Británica, enviados a Francia, los que esperaron un barco en Dunkerke, los que cavaron trincheras en la arena del desierto o se perdieron en la selva de Birmania, así como con sus familias y novias.

## Historia
La grabación original de la canción, estrenada en 1939, contó con la interpretación vocal de Vera Lynn acompañada por Arthur Young con un Novachord (uno de los primeros sintetizadores), en 1953 se realizó una nueva grabación, la cual contó con una instrumentación más completa y un coro de voces masculinas formado por personal de las Fuerzas Armadas británicas.
Ross Parker y Hughie Charles escribieron la canción para consolar a las familias de los militares movilizados que esperaban en casa y temían no volver a ver a sus seres queridos debido a la guerra. Lynn fue la primera cantante femenina en grabar la canción. Aunque comenzó a cantar a la temprana edad de siete años, esta canción supuso un gran espaldarazo a su carrera.

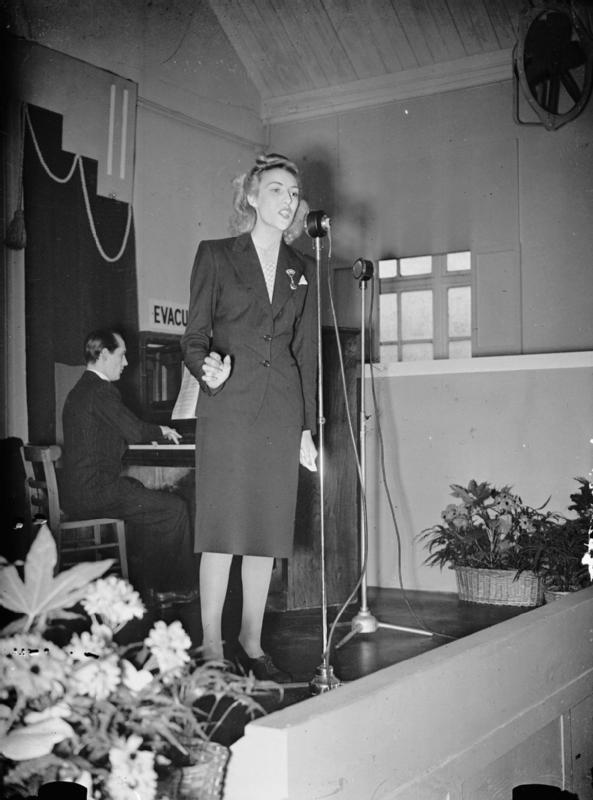
Vera Lynn canta a los trabajadores de una fábrica de municiones, en 1941.

Durante la Segunda Guerra Mundial Vera Lynn tuvo su propio programa de radio, llamado Sincerely Yours, en el que enviaba mensajes de ánimo a los soldados e interpretaba canciones para ellos, cada programa siempre terminaba con la canción «We'll Meet Again». Vera se convirtió, así, en uno de los símbolos de la resistencia británica contra el nazismo, por esta razón fue apodada «Forces Sweetheart», la novia de las Fuerzas Armadas. También ofrecía conciertos a las tropas británicas desplegadas en las distintas zonas de combate así ofreció conciertos a las tropas desplegadas en Egipto, la India, Bengala y Birmania. Por su gran contribución a levantar el espíritu de sus compatriotas, en tiempos tan difíciles Vera recibió la Medalla de Guerra 1939-1945 y la Orden del Imperio Británico.
La canción dio nombre a la película musical de 1943 We'll Meet Again en la que interpretaba el papel principal. La grabación de Lynn de 1953 aparece en la escena final de la película de Stanley Kubrick, Dr. Strangelove (1964), con una amarga ironía, ya que la canción acompaña a un holocausto nuclear que acaba con la humanidad. También se utilizó en las escenas finales de la serie de televisión de la BBC de 1986 The Singing Detective. El director británico John Schlesinger usó la reconocida canción en su película «Yanks» (1979) ambientada en la Segunda Guerra Mundial, que trata sobre ciudadanos británicos y soldados estadounidenses durante la concentración militar en el Reino Unido mientras los aliados se preparan para el desembarco de Normandía, además se ha utilizado en varias series de televisión como True Blood, Inspector Barnaby, The Blacklist, Castle (al final del noveno episodio de la sexta temporada) y Stranger Things (al final del cuarto episodio de la tercera temporada).
Durante la Guerra Fría, la canción se incluyó en un paquete de música y programas diseñado para emitirse ininterrumpidamente a través de veinte estaciones de radio subterráneas del Wartime Broadcasting Service (WTBS) de la BBC, pensados para proporcionar información pública y transmisiones musicales que elevaran la moral de la población durante los cien días posteriores a un hipotético ataque nuclear. En 2005, Lynn interpretó la canción en Londres en el 60.º aniversario del Día de la Victoria en Europa durante un programa especial de entrevistas de la BBC con veteranos de guerra y otras personas que vivieron el final de la guerra en 1939.
En abril de 2020, un dueto benéfico con Katherine Jenkins, publicado en 2014, alcanzó el puesto 72 en la lista de éxitos del Reino Unido, y las ganancias se destinaron a organizaciones benéficas del NHS. En mayo de 2020, después de las celebraciones del 75.º aniversario del Día de la Victoria en Europa, la versión en solitario de Lynn también alcanzó el puesto 55 en la lista de éxitos del Reino Unido.
Tradicionalmente, esta canción se toca el 5 de mayo como clausura del concierto del Día de la Liberación en Ámsterdam, para marcar el final de la Segunda Guerra Mundial en los Países Bajos, cuando el monarca abandona el concierto en un barco por el canal.
En 2020, la reina Isabel II usó el título de la canción en un discurso televisivo, que pronunció en relación con la crisis del coronavirus en el Reino Unido. Sus palabras exactas fueron

Debemos consolarnos de que, si bien es posible que tengamos más que soportar, volverán días mejores estaremos de nuevo con nuestros amigos, volveremos a estar con nuestras familias, nos veremos de nuevo.
We should take comfort that while we may have more still to endure, better days will return, We will be with our friends again; we will be with our families again; we will meet again.

## Otros Intérpretes
Debido a la gran popularidad de la que goza esta canción, ha sido interpretada en numerosas ocasiones por un gran número de intrerpretes tanto hombres como mujeres.
- The Byrds grabaron la canción como la pista de cierre de su álbum debut Mr. Tambourine Man en 1965, inspirada por el uso de la canción en la película Dr. Strangelove.[15]
- En 1980, la cantante vienesa Margot Werner lanzó una versión alemana llamada Muß ich auch geh'n. A diferencia de la canción de Lilli Marlene, que fue popular entre las tropas de ambos bandos durante la Segunda Guerra Mundial, Muß ich auch geh'n es poco conocido en Alemania.
- Johnny Cash grabó una versión de la portada como parte de su álbum de 2002 American IV: The Man Comes Around, el último álbum lanzado antes de morir.
- El grupo musical afroamericano The Ink Spots realizó una versión de este tema para su álbum The Ink Spots, Volume 2 de 1949.[16]
- El director y compositor holandés André Rieu ha realizado una versión de esta canción.